# Wolfgang Harlan

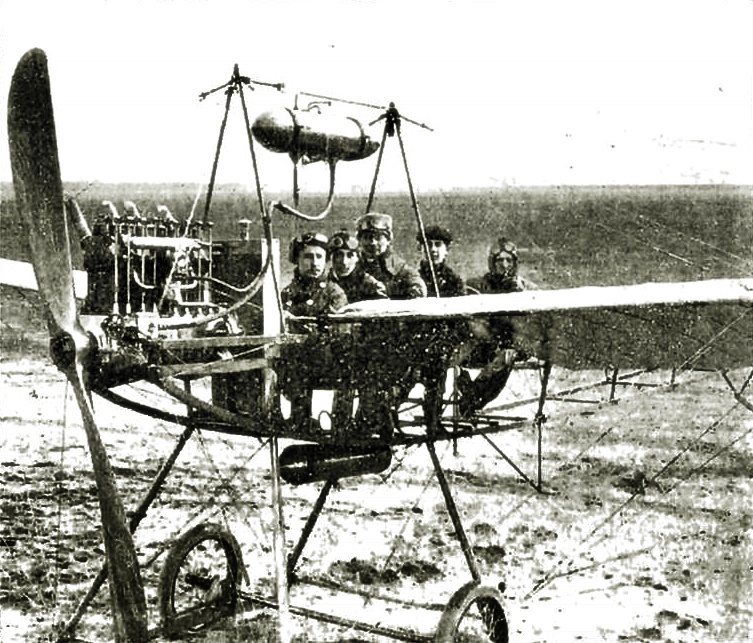
Harlan-Eindecker 1912

Carl Wolfgang Harlan (* 21. August 1882 in Dresden; † 15. Dezember 1951 in Frankfurt am Main) war ein deutscher Ingenieur, Unternehmer und Pionier des Flugzeugbaus.

## Leben
Als Sohn des Bankiers Otto Harlan, Bruder des Schriftstellers Walter Harlan und Onkel des Regisseurs Veit Harlan gehörte er der Familie Harlan an. Er gründete 1906 in Berlin eines der ersten Autodroschken-Unternehmen. 1910 wandte er sich dem Flugzeugbau zu. Sein Unternehmen, die Harlan-Flugzeugwerke GmbH auf dem Flugplatz Johannisthal, produzierte den Harlan-Eindecker, der bis 1911 in mehreren Versionen gebaut wurde. Mit seinen Flugzeugen konnten mehrere Preise und Rekorde erflogen werden. So gelang Hermann Reichelt im September 1913 mit einem Harlan-Eindecker ein Etappenflug über 1025 km von Johannisthal nach Villacoublay. Aufgrund ausbleibender Aufträge verkaufte Harlan dieses Unternehmen im Frühjahr 1914.
Im Ersten Weltkrieg leistete er Kriegsdienst bei einer Kraftfahrversuchskompanie und arbeitete an der Entwicklung der ersten deutschen Panzer mit. Nach dem Krieg war er wieder in Dresden ansässig, arbeitete zeitweise als Bezirksingenieur der Lufthansa und eröffnete später eine Autoreparaturwerkstatt.